# Херој Белорусије
Херој Белорусије (рус. Герой Беларуси, блр. Герой Беларусі) је највише почасно звање у Белорусији, установљено 13. априла 1995. године. Додељује се онима „који чине велика дела у име слободе, независности и просперитета Републике Белорусије“ и до сада га је добило 13 особа. Установљено је по узору на звање Херој Совјетског Савеза.

## Хероји Белорусије
1. Владимир Карват
2. Павел Маријев.
3. Александар Дубко
4. Михаил Карчмит
5. Виталиј Кремко
6. Михаил Висоцки
7. Пјотр Прокопович
8. Василиј Ревјако
9. Михаил Савицки
10. Филарет Вахромејев
11. Дарја Домрачева
12. Никита Куконеко
13. Андреј Ничипорчик